# Uri, Sassari
Uri là một đô thị ở tỉnh Sassari trong vùng Sardinia, có khoảng cách khoảng 170 km về phía tây bắc của Cagliari và cách khoảng 12 km về phía tây nam của Sassari. Tại thời điểm ngày 31 tháng 12 năm 2004, đô thị này có dân số 3.040 người và diện tích là 56,7 km².
Uri giáp các đô thị: Alghero, Ittiri, Olmedo, Putifigari, Sassari, Usini.